# Період Чуньцю

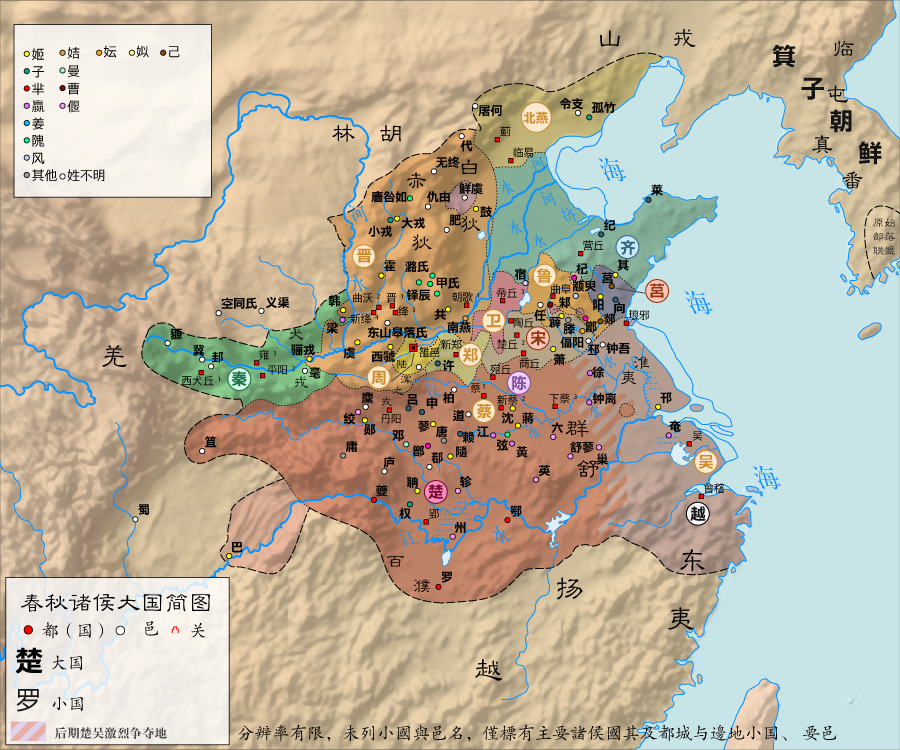
Держави у Китаї за часів Чуньцю

Китай наприкінці Чуньцю

Пері́од Чуньцю́ (【春秋時代】 Chūn-Qiū Shídài, «період весен і осеней») — період в історії Китаю з 722 по 476 роки до н. е. Час занепаду правлячої династії Східна Чжоу та розвалу Китаю на самостійні удільні держави. Названий за іменем тогочасної хроніки «Весни і осені (Чунцю)».

## Історія
Відомий занепадом династії Чжоу. В цей час стають фактично незалежними місцеві володарі, які отримали титул гунів (на кшталт герцогів). Їх спочатку було близько 148 (наприкінці періоду вона склала 25). При цьому ними визнається номінальна влада вана (володаря, імператора) з династії Чжоу.
Період Чунцю поділяють на наступні етапи:
- місцевих культур — 771 рік до н. е. — 643 рік до н. е.
- посягань — 643 рік до н. е.— 546 рік до н. е.
- реформ — 546 рік до н. е. — 476 рік до н. е.

Визнання верховної влади Чжоу призводило до стримування протистояння між місцевими володарями. Вже у період місцевих культур з'являються гегемони (ба), які отримували від вана військову владу над рештою держав. При цьому гегемони не намагалися приєднати землі сусідів до своїх, забезпечували колективний захист від північних та південних ворогів («варварів»). Гегемонами були володарі наступних князівств: 1-м — Хуань-ґун з держави Ці, 2-м — Ґоу Цзянь з держави Юе та Вень-ґун з держави Цзінь 晉, 3-м — Чжуан-ґун з держави Чу, 4-м — Му-ґун з держави Цінь, 5-м — Сян-ґун з держави Сун.
Другий період характеризується остаточним занепадом впливу та влади династії Чжоу. Приблизно у період з 643 до 606 року до н. е. Сім найвпливовіших володарів прийняли найвищий титул ван 王, завдяки чому зрівнялися з володарями Чжоу.
Останній період характеризується послабленням колишніх гегемонів та початком аристократичних родів всередині царств. Найбільший вплив спричинила боротьба всередині царства Цзінь, в результаті чого з нього у 453 році до н. е. виокремилися царства Хань, Вей та Чжао. У 476 році до н. е. держава Чу розпочала війну проти своїх сусідів з метою захопити їх землі. З цього часу починається період Воюючих Царств.